# La Moleta (la Febró)
La Moleta és una muntanya de 1028 metres que es troba al municipi de la Febró, a la comarca catalana del Baix Camp.